# Parabuteo
Parabuteo är ett släkte i familjen hökar inom ordningen rovfåglar med två arter som förekommer i Nord- och Sydamerika. Länge placerades kaktusvråk som ensam art i släktet, men DNA-studier visar att vitgumpad vråk (tidigare i Buteo) är en nära släkting. Parabuteo omfattar alltså numera två arter:
- Kaktusvråk (P. unicinctus)
- Vitgumpad vråk (P. leucorrhous)